# Zweiter Opiumkrieg
1. Kanton – French Folly Fort – Humen – Barrier Forts – Fort Macao – Escape Creek – Fatshan Creek – 2. Kanton – 1. Taku-Forts – 2. Taku-Forts – 3. Taku-Forts – Zhangjiawan – Baliqiao

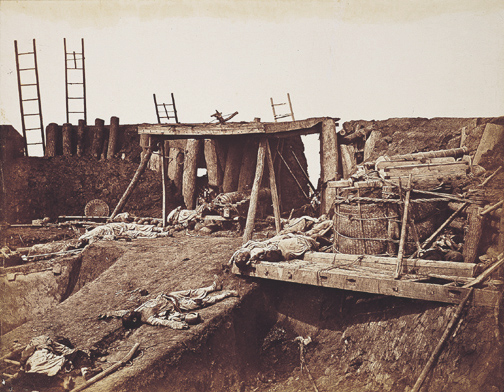
Die Festung Dagu nach der Einnahme durch britische und französische Truppen, Aufnahme von Felice Beato

Der Zweite Opiumkrieg oder Arrow-Krieg Großbritanniens und Frankreichs gegen das Kaiserreich China währte von 1856 bis 1860. Die europäischen Mächte versuchten hierbei, das von der Taiping-Rebellion geschwächte Kaiserreich durch die Demonstration militärischer Macht zu erneuten vertraglichen Zugeständnissen im Außenhandel zu zwingen. Die Kämpfe endeten nach Versuchen der chinesischen Regierung, die Ratifizierung zu verhindern, 1860 nach dem Einmarsch der verbündeten Truppen in Peking mit der Ratifizierung des Vertrags von Tianjin, der China weiter für europäische Wirtschaftsinteressen öffnete. Beim Einmarsch in die chinesische Hauptstadt zerstörten die Europäer den Kaiserlichen Sommerpalast.

## Hintergrund
Nach dem Ersten Opiumkrieg hatte Großbritannien Zugang zu mehreren Handelshäfen erhalten. Die Exporte nach China stagnierten jedoch nach dem Krieg und waren 1849 geringer als 1843 im ersten Nachkriegsjahr. Die britische Regierung machte für die mangelnden Exporte die Qing-Regierung verantwortlich und versuchte, den durch militärische Gewalt erzwungenen Vertrag von Nanjing erneut durch die Anwendung militärischer Gewalt zu revidieren. Ziel war die Legalisierung des Opiumhandels und eine Erschließung des chinesischen Hinterlands jenseits der Vertragshäfen für britische Exportinteressen.

## Anlass
Am 8. Oktober 1856 gingen chinesische Beamte an Bord der Lorcha Arrow, eines chinesischen Schiffs, das in Hongkong registriert war und unter britischer Flagge fuhr. Gegen dieses Schiff bestand Verdacht auf Piraterie, Schmuggel und illegalen Opiumhandel. Chinesische Kaufleute ließen häufig solche Schiffe mit chinesischer Besatzung unter einem britischen „Marionettenkapitän“ fahren, um den eigenen Fiskus zu betrügen. Seit dem Ersten Opiumkrieg hatten chinesische Beamte kein Recht, britische Schiffe zu kontrollieren. Zwölf von 14 chinesischen Besatzungsmitgliedern wurden verhaftet, gefangen genommen und trotz Verlangens Großbritanniens nicht freigelassen. Daraufhin erklärten die Briten China den Krieg.
Die britische Regierung entsandte 1857 Lord Elgin als Generalbevollmächtigten nach China. Sein Auftrag war, mittels einer militärischen Machtdemonstration in Nordchina nahe der Hauptstadt Peking von der chinesischen Regierung handelspolitische Zugeständnisse zu erzwingen. Während sich Elgin mit dem Expeditionskorps in Britisch-Indien auf Durchreise befand, brach dort der Sepoy-Aufstand aus. Die eigentlich Elgin zugeteilten Truppen wurden mit seiner Zustimmung zum Einsatz gegen die Aufständischen abkommandiert. Elgins Reise verzögerte sich dadurch und er setzte diese zunächst ohne Militär Richtung Hongkong fort, wo er weitere Verstärkungen abwartete.
Unter dem Vorwand der Rache für die Hinrichtung des französischen Missionars Auguste Chapdelaine in Guangxi schloss sich Frankreich der britischen Militäroperation gegen China an, der tatsächliche Grund lag aber im Versuch der Erweiterung der Einflusssphäre in China.

## Verlauf
Die britisch-französischen Truppen agierten unter Admiral Sir Michael Seymour.
Die britisch-französischen Truppen nahmen in der Schlacht um Kanton im Jahr 1857 Kanton ein. Nach der Eroberung der Stadt wurde Gouverneur Ye Mingchen, in dessen Verantwortungsbereich die Beschlagnahmung der Arrow fiel, gefangen genommen und nach Indien exiliert. Am 20. Mai 1858 griff das Expeditionskorps die Dagu-Festungen an der Mündung des Hai He an. Durch die Landung von 1.800 Marineinfanteristen und das Bombardement der Flotte konnten die Forts rasch erobert werden. Rund 500 der 3000 Mann starken Festungsbesatzungen fanden bei dem Gefecht den Tod bei sehr geringen Verlusten der britischen und französischen Soldaten. Nach der Plünderung der Forts wandte sich die Expeditionsflotte den Hai He flussaufwärts. Dabei konnte sich die Flotte durch Gewährung von Nahrungsmitteln oder Geldleistungen der Hilfe und Arbeitskraft der einheimischen Zivilbevölkerung bedienen.
Im Juni 1858 endete der erste Teil des Krieges mit der Unterzeichnung des Vertrags von Tianjin, welcher auch von Frankreich, Russland und den USA verhandelt wurde. Dieses Abkommen öffnete elf weitere Häfen für den Handel mit dem Westen. China weigerte sich anfangs, die Abkommen zu ratifizieren, die aufgrund ihres Zwangscharakters von der chinesischen Geschichtsschreibung zu den „Ungleichen Verträgen“ gezählt werden.
Zur Ratifizierung des Rechts auf eine diplomatische Vertretung sandte die britische Regierung Frederick Bruce als Botschafter nach Peking. Diesem wurde von Seiten der chinesischen Behörden der Weg flussaufwärts in die Hauptstadt verweigert. Sein Schiffsverband wurde durch eine Blockade des Hai He an der Weiterfahrt gehindert. Dabei kam es zu einem Gefecht, als die britischen Schiffe die Küstenverteidigung angriffen. Der Flottenverband inklusive Landungskommando erlitt dabei mit 519 Toten und 456 Verwundeten aus Sicht der Europäer unerwartet hohe Verluste und musste sich im Feuerschutz der Amerikaner unter Josiah Tattnall zurückziehen.
Die chinesische Seite hatte neben der Flussblockade eine britische Verhandlungsgesandtschaft mit 31 Mann unter Harry Smith Parkes gefangen gesetzt und gefoltert. Die britische Regierung beorderte den zwischenzeitlich zum Generalpostmeister berufenen Lord Elgin, sich wieder als Generalbevollmächtigter nach China zu begeben. Dort sollte unter seiner Führung ein Flottenverband eine erneute Strafexpedition gegen den Qing-Staat durchführen.
Im Jahr 1860 versammelten sich die französischen und britisch-indischen Truppen unter James Hope Grant in Hongkong. Die Streitmacht bestand aus 11.000 Briten/Indern und 6.700 Franzosen und landete am 1. August in der Nähe von Pei Tang. Am 21. August nahm sie erfolgreich die Festungen von Dagu ein. Am 26. September erreichten diese Truppen Peking und nahmen die Stadt bis zum 6. Oktober ein.
Am 8. Oktober erreichte eine französische Einheit den Neuen Sommerpalast und den Alten Sommerpalast. Der Kaiser war mittlerweile aus der Stadt geflohen und hatte Prinz Gong damit betraut, einen Frieden mit den Europäern für das durch die Taiping-Revolte und die Nian-Rebellion geschwächte Kaiserreich auszuhandeln. Die europäischen Truppen plünderten die Paläste des Kaisers in einem mehrtägigen Exzess. Am 18. Oktober zerstörten die britisch-französischen Kräfte planmäßig und auf Befehl ihrer Führung die Paläste. Wenige Tage später ratifizierte Lord Elgin mit Prinz Gong die Pekinger Konvention, welche dem Krieg unter für die Westmächte sehr günstigen Bedingungen ein Ende setzte.

## Folgen
Der Vertrag von Tianjin von 1858 wurde um die Pekinger Konvention erweitert und in dieser Form von Kaiser Xianfeng am 18. Oktober 1860 ratifiziert. Damit ergab sich für Großbritannien, Frankreich, Russland und die USA das Recht, in Peking (bis dahin eine geschlossene Stadt) Botschaften zu eröffnen. Der Opiumhandel wurde legalisiert und Christen bekamen das Recht, Eigentum zu besitzen, sowie die chinesische Bevölkerung zu missionieren. Damit erfüllte der Vertrag die Forderungen sowohl der christlichen Missionare in den europäischen Ländern sowie der auf Expansion bedachten politischen Eliten.
Der Krieg wurde von der britischen Presse, allen voran der im Ersten Opiumkrieg regierungskritisch eingestellten The Times, wohlwollend kommentiert. Die Presse in Großbritannien lastete die Kriegsschuld der Qing-Dynastie an, die dem eigenen Land den Krieg aufgezwungen habe. Der Zweite Opiumkrieg war einer der ersten Kriege, bei denen die Fotografie als Mittel der Propaganda und Dokumentation verwendet wurde. Das alliierte Expeditionskorps wurde ab dem Frühjahr 1860 vom italienischen Fotografen Felice Beato begleitet. Dieser dokumentierte sowohl die eigenen Kräfte als auch Schäden und Gefallene der Gegenseite. Auch die Unterzeichnung der Pekinger Konvention durch Prinz Gong wurde fotografisch von den Siegern festgehalten.